# Puchar Interkontynentalny w Lekkoatletyce 2018 – pchnięcie kulą mężczyzn
Pchnięcie kulą mężczyzn – jedna z konkurencji technicznych rozgrywana w ramach lekkoatletycznyego pucharu interkontynentalnego na Stadionie miejskim w Ostrawie-Witkowicach.

## Terminarz
Źródło: worldathletics.org.
| Data       | Godzina |
| ---------- | ------- |
| 8 września | 16:52   |

## Rekordy
Tabela prezentuje rekord świata, rekord pucharu interkontynentalnego, rekordy kontynentów oraz najlepszy wynik na listach światowych w sezonie 2018 przed rozpoczęciem mistrzostw.
|                                     | Zawodnik                     | Wynik | Miejsce     | Data                     |
| ----------------------------------- | ---------------------------- | ----- | ----------- | ------------------------ |
| Rekord świata                       | Randy Barnes                 | 23,12 | Los Angeles | 20 maja 1990(dts)        |
| Listy światowe                      | Tomas Walsh                  | 21,43 | Auckland    | 25 marca 2018(dts)       |
| Rekord pucharu interkontynentalnego | Ulf Timmermann               | 22,00 | Canberra    | 5 października 1985(dts) |
| Rekord Afryki                       | Janus Robberts               | 21,97 | Eugene      | 2 czerwca 2001(dts)      |
| Rekord Ameryki Południowej          | Germán Lauro                 | 21,26 | Doha        | 10 maja 2013(dts)        |
| Rekord Ameryki Północnej            | Randy Barnes                 | 23,12 | Los Angeles | 20 maja 1990(dts)        |
| Rekord Australii i Oceanii          | Tomas Walsh                  | 22,67 | Auckland    | 20 marca 2018(dts)       |
| Rekord Azji                         | Sultan Abdulmajeed Al-Hebshi | 21,13 | Doha        | 8 maja 2009(dts)         |
| Rekord Europy                       | Ulf Timmermann               | 23,06 | Seul        | 22 maja 1988(dts)        |

## Rezultaty
Źródło: worldathletics.org.
| Pozycja | Zawodnik              | Drużyna        | Runda | Runda | Runda | Runda    | Runda | Rezultat | Punkty | Uwagi |
| Pozycja | Zawodnik              | Drużyna        | 1.    | 2.    | 3.    | Półfinał | Finał | Rezultat | Punkty | Uwagi |
| ------- | --------------------- | -------------- | ----- | ----- | ----- | -------- | ----- | -------- | ------ | ----- |
| 1.      | Darlan Romani         | Ameryka        | 21,24 | 21,89 | 21,29 | 21,07    | 21,68 | 21,89    | 8      |       |
| 2.      | Tomas Walsh           | Azja i Oceania | 20,82 | x     | 20,02 | 21,00    | 21,43 | 21,43    | 7      |       |
| 3.      | Michał Haratyk        | Europa         | x     | 20,94 | 21,36 | 20,77    | NQ    | 21,36    | 6      |       |
| 4.      | Chukwuebuka Enekwechi | Afryka         | 19,91 | 20,82 | 20,72 | x        | NQ    | 20,82    | 5      |       |
| 5.      | Ryan Crouser          | Ameryka        | 19,76 | 21,63 | 21,54 | NQ       | NQ    | 21,63    | 4      |       |
| 6.      | Tomáš Staněk          | Europa         | 20,33 | 21,22 | x     | NQ       | NQ    | 21,22    | 3      |       |
| 7.      | Mohamed Magdi Hamza   | Afryka         | 18,76 | 19,00 | 19,45 | NQ       | NQ    | 19,45    | 2      | SB    |
| 8.      | Damien Birkinhead     | Azja i Oceania | 18,52 | x     | x     | NQ       | NQ    | 18,52    | 1      |       |

## Klasyfikacja drużynowa
Źródło:
| Miejsce | Drużyna        | Punkty indywidualne | Punkty drużynowe |
| ------- | -------------- | ------------------- | ---------------- |
| 1.      | Ameryka        | 12                  | 8                |
| 2.      | Europa         | 9                   | 6                |
| 3.      | Azja i Oceania | 8                   | 4                |
| 4.      | Afryka         | 7                   | 2                |